# Комеліко-Суперіоре
Комеліко-Суперіоре (італ. Comelico Superiore, вен. Comelgo Soverior) — муніципалітет в Італії, у регіоні Венето, провінція Беллуно.
Комеліко-Суперіоре розташоване на відстані близько 530 км на північ від Рима, 130 км на північ від Венеції, 55 км на північний схід від Беллуно.

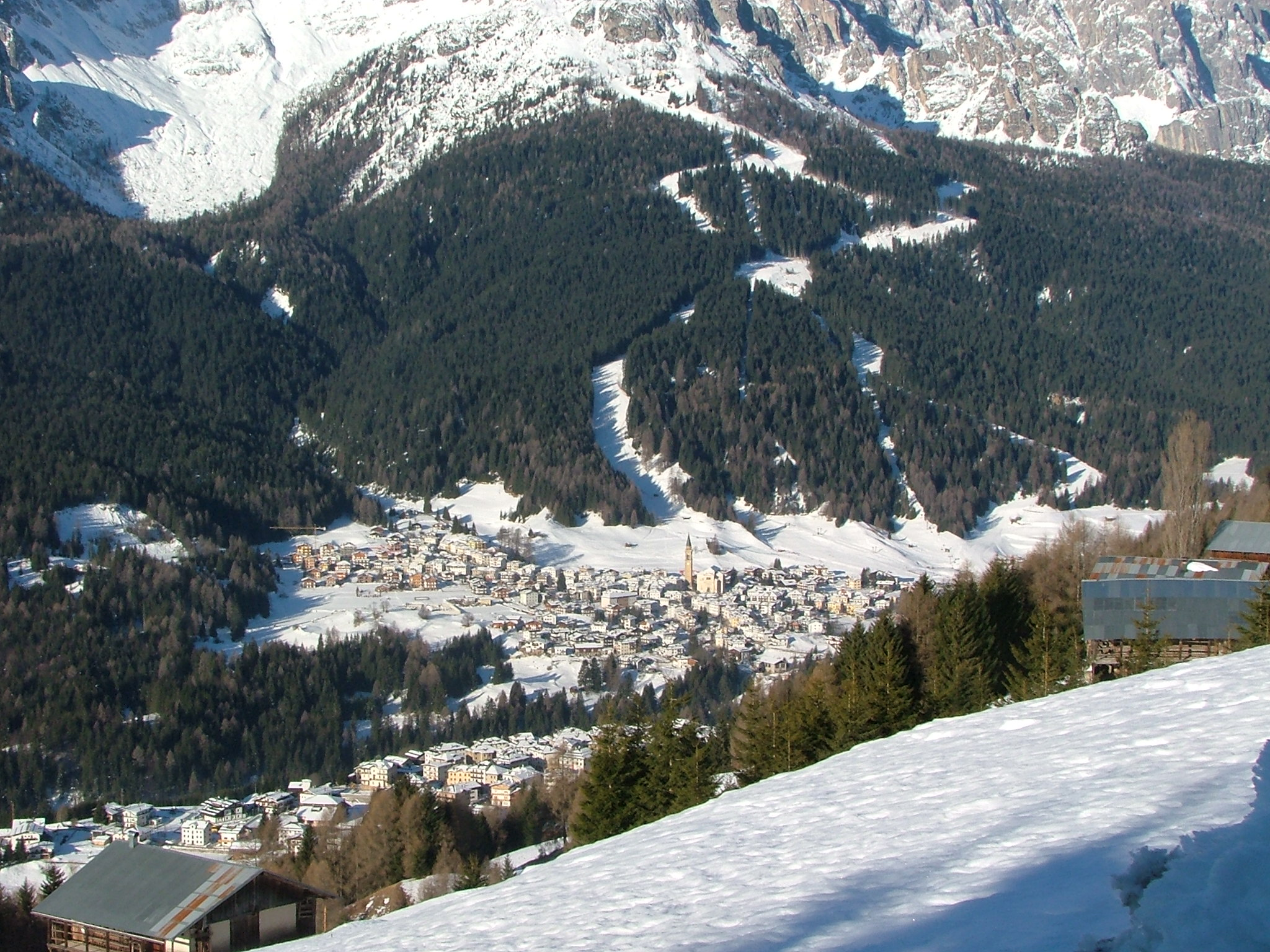

Населення — 2264 особи (2014).

## Демографія
Населення за роками:

Станом на 1 січня 2023 року в муніципалітеті офіційно проживало 66 іноземців з 15 країн, серед них 16 громадян країн Євросоюзу та 11 громадян України.

## Сусідні муніципалітети
- Ауронцо-ді-Кадоре
- Данта-ді-Кадоре
- Артітск
- Сан-Ніколо-ді-Комеліко
- Сесто